# His Sister (film 1913 Weber)
His Sister è un cortometraggio muto del 1913 scritto, diretto e interpretato da Lois Weber.

## Trama
George e Lois Halsey sono due fratelli. Rimasti orfani, hanno continuato a vivere insieme ma lui, nascondendolo alla sorella, inizia a frequentare brutte compagnie. Un giorno, viene arrestato e condannato per furto. Lois, per la vergogna, lascia la città, trasferendosi in una piccola cittadina di campagna dove diventa infermiera professionista. Conosce e si innamora di Philip Moore, un pastore. George, rilasciato dal carcere, viene a vivere nella stessa città della sorella. Non ha però abbandonato le vecchie abitudini malavitose e, durante un tentativo per rapinare la casa di Moore, rimane ferito. Cerca allora rifugio a casa della sorella che lo nasconde. Il suo arrivo provoca i pettegolezzi della gente che non sa che i due sono fratelli. Lois, temendo di essere arrestata per complicità con George, quando Philip le chiede delle spiegazioni, nega la presenza di chicchessia in casa. Il pastore equivoca, sapendo che lei mente, e rompe il fidanzamento. George allora si rende conto che sta rovinando la vita della sorella. Va da Moore, confessandogli la verità. Dopo che l'equivoco è stato chiarito, Lois e Philip si riconciliano e George li lascia promettendo di iniziare una nuova vita vissuta onestamente.

## Produzione
Il film fu prodotto dalla Rex Motion Picture Company.

## Distribuzione
Distribuito dalla Universal Film Manufacturing Company, il film - un cortometraggio in una bobina - uscì nelle sale cinematografiche statunitensi il 9 febbraio 1913.